# 奥里奥洛罗马诺
奥里奥洛罗马诺（義大利語：Oriolo Romano），是意大利拉齐奥大区维泰博省的一个市镇。总面积19.24平方公里，人口3723人，人口密度193.5人/平方公里（2009年）。ISTAT代码为056041。